# Enfield (Nueva York)
Enfield es un pueblo ubicado en el condado de Tompkins en el estado estadounidense de Nueva York. En el año 2000 tenía una población de 3,369 habitantes y una densidad poblacional de 35 personas por km².

## Geografía
Enfield se encuentra ubicado en las coordenadas 42°26′7″N 76°37′36″O / 42.43528, -76.62667.

## Demografía
Según la Oficina del Censo en 2000 los ingresos medios por hogar en la localidad eran de $36,538, y los ingresos medios por familia eran $40,183. Los hombres tenían unos ingresos medios de $28,000 frente a los $24,625 para las mujeres. La renta per cápita para la localidad era de $16,795. Alrededor del 13.5% de la población estaban por debajo del umbral de pobreza.